# Soda Stereo
Soda Stereo (читається як Со́да Сте́рео) — аргентинський рок-гурт. Створений у Буенос-Айресі (Аргентина) 1982 року. Вважається одним із найважливіших та найвпливовіших в історії латиноамериканського року. 1997 року гурт розпався через творчі суперечності між музикантами. За час існування було продано більш ніж 7 мільйонів дисків гурту у Латинській Америці.

## Історія
Перший виступ Soda Stereo відбувся 19 грудня 1982 на дні народження Альфредо Лойса, який згодом став режисером більшості їх відеокліпів та творцем образу гурту.
1983 року радіоведучий Лало Мір поставив демо-альбом гурту у своїй програмі «9PM» на Radio Del Plata, після чого Soda Stereo потроху почала набирати популярність. На одному з їх концертів в клубі Bar Zero їх помітив Орасіо Мартінес, відомий шукач талантів аргентинського року. Йому дуже сподобалась Soda Stereo і він допоміг їм з професійним записом на студії CBS та опікав їх до середини 1984 року.
У другій половині 1984 Soda Stereo випустили свій перший альбом — «Soda Stereo», продюсером якого став Федеріко Моура, вокаліст групи Virus. Наприкінці року Soda Stereo визнали «відкриттям року».
Другий альбом «Nada personal» вийшов у жовтні 1985. Влітку гурт провів турне по аргентинських туристичних центрах (Мар-дель-Плата, Вілья-Гесель та Пінамар). У квітні було влаштовано презентацію альбому в вигляді концерту на стадіоні Estadio Obras Sanitarias, де за три дні побувало 20 000 глядачів. Після цих концертів продажі диску почали швидко зростати, і він отримав статус двічі платинового. Наприкінці 1986 Soda Stereo провела своє перше латиноамериканське турне (в рамках презентації альбому «Nada Personal». Група з успіхом виступала в Колумбії, Перу та Чилі.
10 листопада 1986 гурт випустив третій альбом — «Signos». Під час туру на підтримку «Signos» вони виступили в Еквадорі, Уругваї, Парагваї. 11 і 12 лютого 1987 року Soda Stereo з'явилась в Чилі на фестивалі Viña del Mar, який транслювався в багатьох латиноамериканських країнах, і це зробило гурт відомим на всьому континенті. Диск «Signos» став платиновим в Аргентині, тричі платиновим в Перу і двічі платиновим у Чилі.
Цього ж року вони провели друге турне, яке мало ще більший успіх. Група виступала в Перу, Болівії, Еквадорі, Чилі, Колумбії, Венесуелі, Коста-Риці та Мексиці. Загалом вони провели 22 концерти у 17 містах для майже 350 000 осіб. Матеріал, записаний в ході турне, вийшов на диску Ruido Blanco (1987), який був названий аргентинською версією журналу «Rolling Stone» п'ятим у списку найкращих концертних альбомів аргентинського року.
1988 року музиканти записали у Нью-Йорку новий диск «Doble vida». Це був перший випадок, коли аргентинський гурт записувався закордоном. Відеокліп на пісню з цього альбому «En la ciudad de la furia» став найкращим іноземним відео на MTV Music Awards. Незабаром Soda Stereo виступили на фестивалі Festival Tres Días перед 150 000 глядачів. Коли число проданих копій нового альбому досягло мільйона, Soda Stereo поїхали в тур з 30 концертів. Потім група дала два концерти в Лос-Анджелесі, ставши другою іспаномовною групою, яка виступала в США.
1990 року гурт випустив альбом «Canción animal», який досі вважається одним з найкращих альбомів латинського року. З презентацією нового альбому гурт вперше поїхав до Іспанії — в травні 1992 відбулися концерти в Мадриді, Ов'єдо, Севільї, Валенсії та Барселоні. «Тваринний тур» (La Gira Animal, 1990—1991) на підтримку альбому був безпрецедентним по масштабам. Концерти відбулися у 30 містах Аргентини, а також у Чилі, Парагваї, Уругваї, Венесуелі, Мексиці.
21 грудня 1991 року в Буенос-Айресі пройшов безкоштовний концерт «Мій Любий Буенос-Айрес», організований Муніципалітетом Буенос-Айреса, де Soda Stereo зібрала двісті п'ятдесят тисяч глядачів (у деяких джерелах — п'ятсот тисяч). Це найбільша кількість людей, яка коли-небудь збиралася в Аргентині на музичних заходах.
Наприкінці 1992 гурт випустив альбом «Dynamo» та провів на його підтримку шість концертів на стадіоні Estadio Obras.
1994 рік став невдалим для Soda Stereo. 4 липня в аварії загинув син Сети Босіо і це сильно вплинуло на його душевний стан та професійні якості. По одноголосному рішенню, музиканти взяли тайм-аут. Густаво Сераті зайнявся своїм першим сольним альбомом «Amor Amarillo», Сета присвятив себе роботі в групах Peligrosos Gorriones та Aguirre, а Чарлі покинув музику на деякий час.
1995 тріо повернулося зі своїм останнім альбомом «Sueño Stereo». Він вийшов 29 липня та майже одразу став двічі платиновим.Відеокліп на пісню «Ella usó mi cabeza como un revólver» отримало нагороду MTV 1996 року. Далі гурт вирушив у турне Аргентиною, Венесуелою, Колумбією, Перу, Мексикою, США і Чилі. Також вони дали безкоштовний сольний концерт на честь 113-ї річниці міста Ла-Плата перед 200 000 глядачів.
У середині 1996 вони були запрошені телеканалом MTV для запису знаменитої серії концертів «unplugged» в Маямі. Частина пісень з цього концерту вийшла на диску Comfort y Música Para Volar (1996), а повна версія цього альбому — 2007 року. Цей альбом також став платиновим в Аргентині.
1 травня 1997 Soda Stereo офіційно оголосила про розпад. Наступного дня всі газети Аргентини писали про цю подію, а газета «Clarín» (одна з найпопулярніших в Аргентині) відвела для статті про це всю першу шпальту. Група провела останнє турне по Мексиці, Венесуелі та Чилі. Під час туру були записані живі версії пісень, видані на двох CD, названих El Último Concierto «A» y «B» (Останній Концерт. Частини «A» і «B»). Перший тираж обох дисків став двічі платиновим, а другий — чотири рази платиновим.
Невдовзі канал MTV випустив документальний фільм «Soda Stereo: La Leyenda» («Soda Stereo: Легенда»). 2002 року на MTV Latinoamérica тріо отримало премію Legend за вклад у розвиток музики «як найважливіша і найвпливовіша група іспаномовного року усіх часів». У листопаді 2004 був відзнятий фільм «Soda Stereo: Una parte de la Euforia (1983—1997)» («Soda Stereo: Частина Ейфорії») — документальний фільм, який узагальнював історію гурту.
6 червня 2007 року, через 10 років після розпаду, було оголошено про об'єднання гурту задля турне «Me Verás Volver». Концерти гурту з успіхом пройшли в Аргентині, Чилі, Мексиці, США, Еквадорі, Колумбії, Венесуелі, Панамі, Перу. Загалом концерти гурту відвідало близько мільйона людей. Альбом з записом концертів туру став чотири рази платиновим.

## Цікаві факти

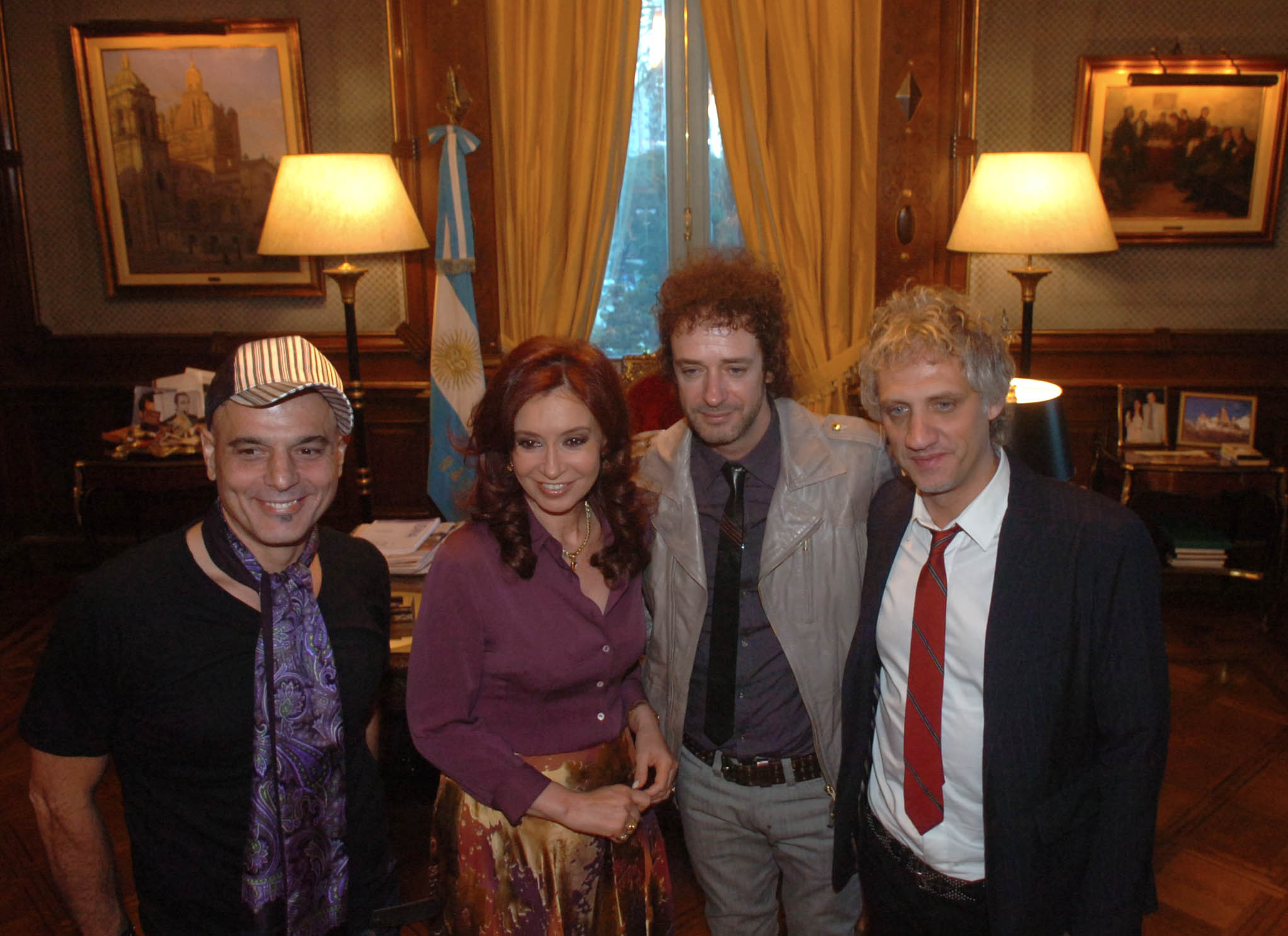
Президент Аргентини Крістіна Фернандес де Кіршнер та музиканти Soda Stereo

- Чотири альбоми гурту були включені у список найкращих 250 альбомів латин-року усіх часів[9]: 
  - «Canción Animal» (№ 2)
  - «Comfort y Musica Para Volar» (№ 15)
  - «Signos» (№ 40)
  - «Sueño Stereo» (№ 41).
- Їх пісня «De Musica Ligera» — четверта у списку найкращих пісень латин-року всіх часів[18][19].
- За 15 років існування гурт дав понад 1400 сольних концертів у 97 містах Америки та Європи[20].
- Шакіра вважає Soda Stereo своїм улюбленим латиноамериканським гуртом[21]. 2007 та 2008 Густаво Сераті та Шакіра виступали разом.
- Soda Stereo були першим латиноамериканським гуртом, які записали CD — це був альбом Signos[22].
- Хуанес вважає Soda Stereo живою легендою[23].

## Склад

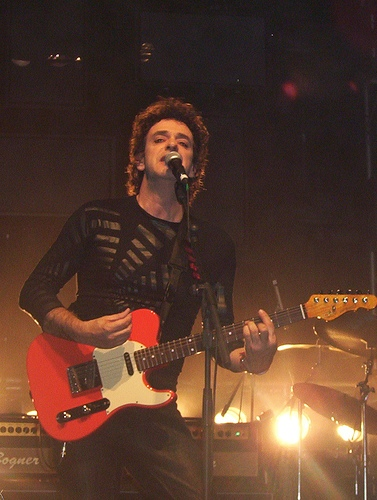
Густаво Сераті (ісп. Gustavo Adrián Cerati Clark) — гітара, вокал
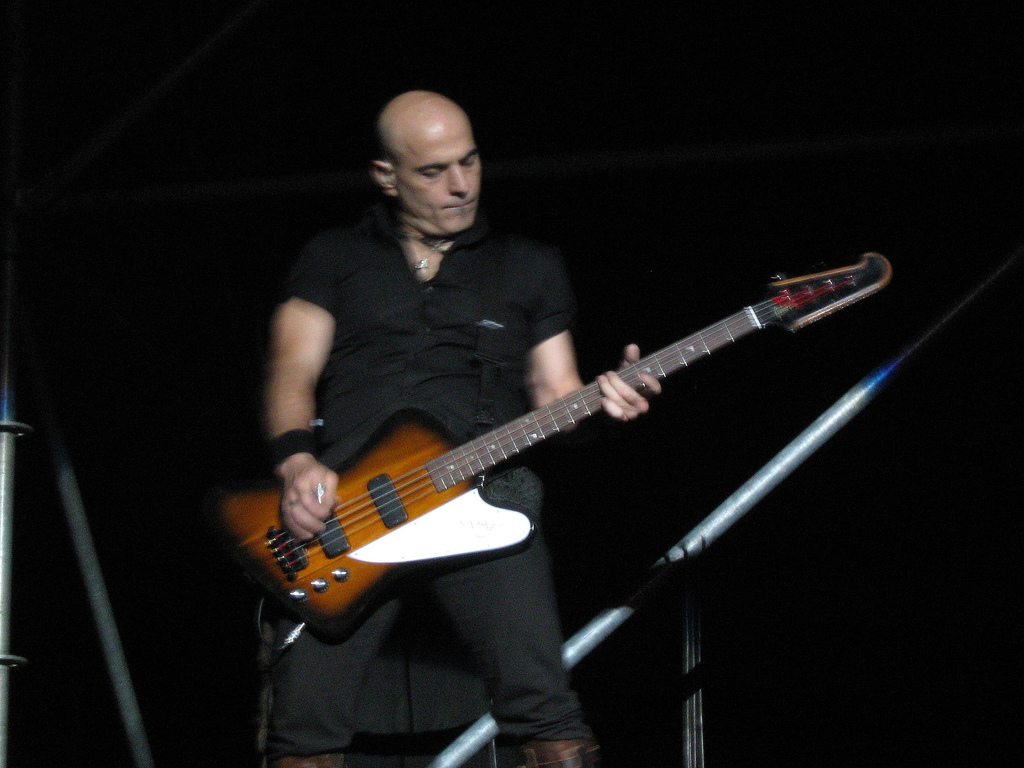
Сета Босіо (ісп. Héctor Carlos Juan «Zeta» Bosio) — бас-гітара, бек-вокал
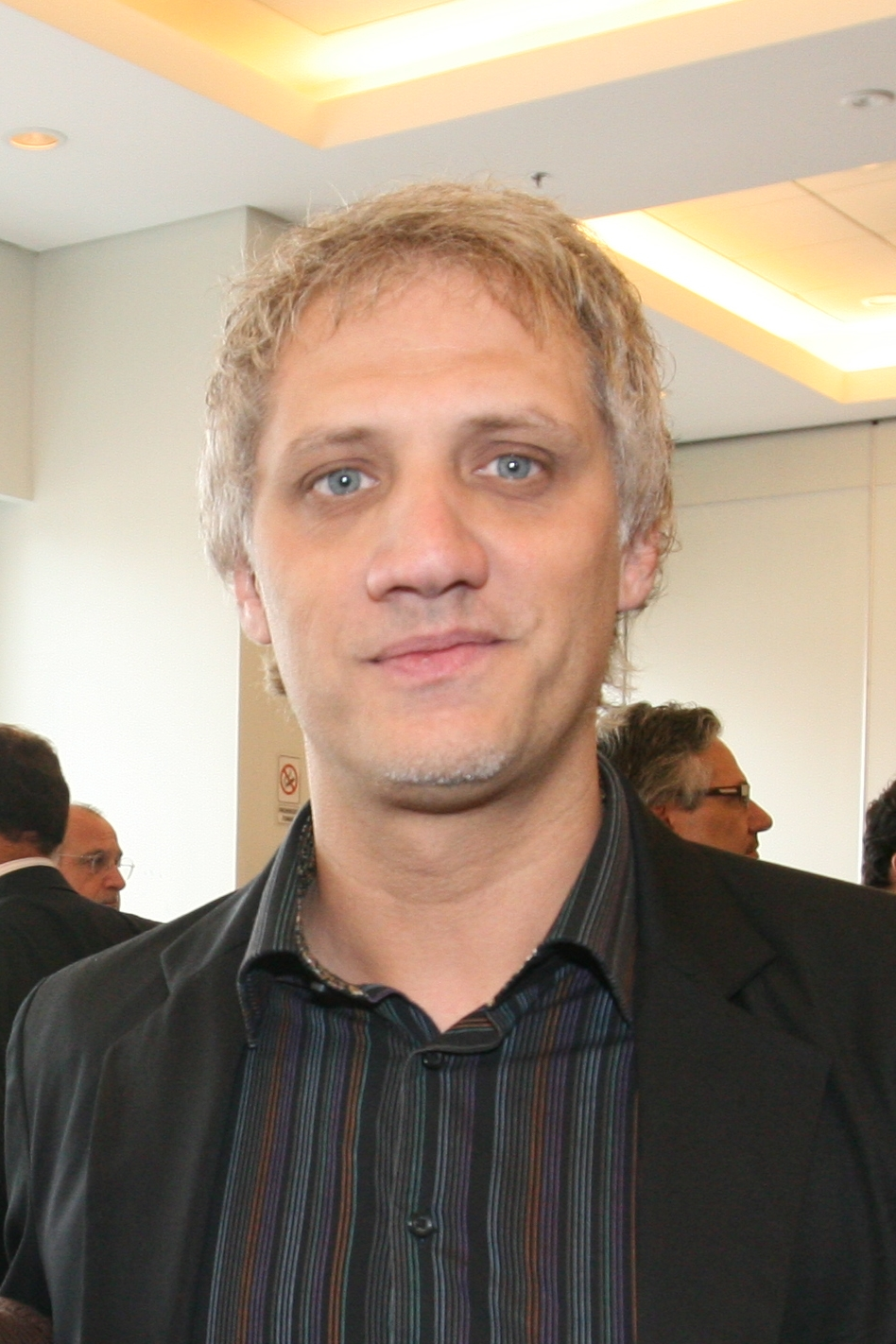
Чарлі Альберті (ісп. Carlos Alberto Ficicchia Gigliotti) — ударні

## Дискографія

### Студійні альбоми
- 1984 — Soda Stereo
- 1985 — Nada personal
- 1986 — Signos
- 1988 — Doble vida
- 1990 — Canción animal
- 1992 — Dynamo
- 1995 — Sueño Stereo

### Концертні записи та збірки реміксів
- 1987 — Ruido Blanco
- 1991 — Rex Mix
- 1993 — Zona de Promesas
- 1996 — Comfort y Música Para Volar
- 1997 — El Último Concierto (A y B)
- 2008 — Me verás volver

### Кліпи
- 1984 — «Dietético»
- 1985 — «Soda Stereo en el Astros»
- 1986 — «Cuando pase el temblor» — фіналіст 12-го світового фестивалю відео та TV в Акапулько[16][24]
- 1987 — «Signos en Perú»
- 1987 — «Ruido Blanco»
- 1989 — «En la ciudad de la furia» — лауреат MTV Music Awards
- 1990 — «De música ligera» (1990)
- 1990 — «De música ligera/Canción animal/Un millón de años luz»
- 1991 — «Cae el sol»
- 1991 — «No necesito verte»
- 1992 — «Canción animada»
- 1992 — «Primavera 0»
- 1992 — «Haciendo Dynamo»
- 1996 — «Ella usó mi cabeza como un revólver» — лауреат MTV Video Music Awards 1996 року
- 1995 — «Zoom»